# لاکومولن نزدیکی لاهه

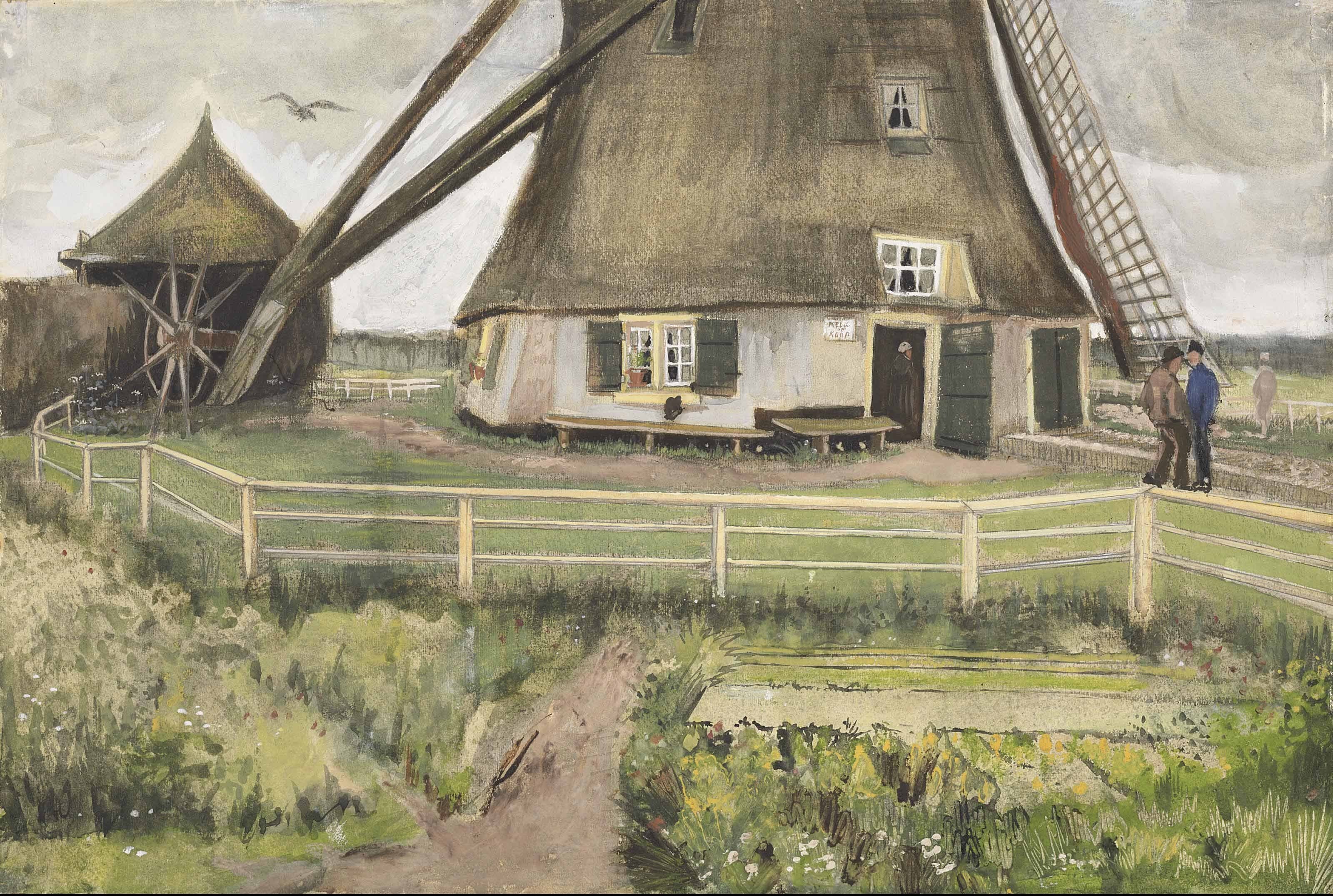
'لاکملن' در نزدیکی لاهه

لاکومولن نزدیکی لاهه (به انگلیسی: The 'Laakmolen' near The Hague) یک نقاشی با آبرنگ که توسط ونسان ون گوگ در تابستان ۱۸۸۲ کشیده شده‌است. پیش از این تصور می‌شد که خلق این اثر در اتن‌لور در سال ۱۸۸۱ بوده باشد، اما تاریخ نگاران هنری پس از مشخص شدن مکان آسیاب، زمان خلق نقاشی را یک سال جلو برده و سال ۱۸۸۲ اعلام نمودند.

## شرح تصویر

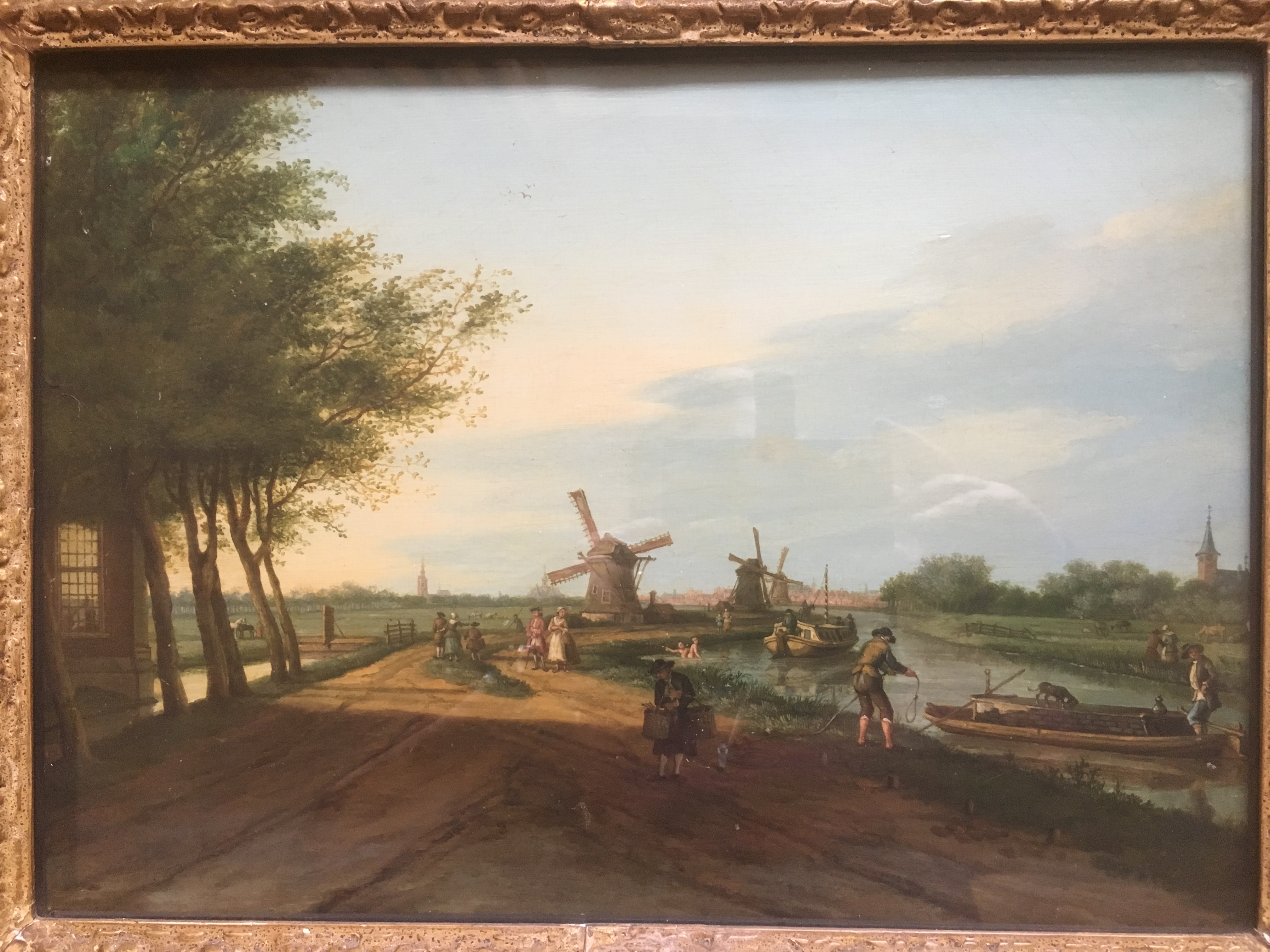
نمایی از آسیاب‌های لاکلمن

ونسان ون گوگ این اثر را اواسط اکتبر ۱۸۸۱ در اتن‌لور نقاشی نموده‌است. هالسکر اظهار داشت که محل نقاشی در هیچ‌جا ذکر نشده‌است و تشخیص این اثر دشوار است. این آسیاب با نام لاکملن شناخته می‌شود. کریستیز مورخ هنری موقعیت ون گوگ را در اواخر سال ۱۸۸۲ در نزدیکی لاهه دانسته. به این وسیله آسیاب شناخته شد و معلوم شد در جاده ریس‌ویک، در روستایی قرار دارد.
این اثر در تاریخ ۲۳ ژوئن ۲۰۱۵ در بنگاه تجارت کریستیز به مبلغ £۲٬۳۲۲٬۵۰۰ فروخته شد.